# Kotorosl
Kotorosl (ros. Ко́торосль) – rzeka w północnej Rosji przeduralskiej (obwód jarosławski), prawy dopływ Wołgi w zlewisku Morza Kaspijskiego. Długość – 132 km, powierzchnia zlewni – 5500 km², średni przepływ w mieście Gawriłow-Jam – 30 m³/s.
Nazwę Kotorosl rzeka przybiera w miejscu, gdzie do rzeki Ustie uchodzi rzeczka Wioksa, wypływająca z jeziora Niero. Zmiana nazwy rzeki wynika z tradycji. Kotorosl silnie meandrując płynie na północ przez Nizinę Kostromsko-Jarosławską i uchodzi do Wołgi w Jarosławiu. W kwietniu i maju rzeka rozlewa się do kilometra szerokości. Turystyka wodna.